# Корпоративная социальная ответственность
Корпорати́вная социа́льная отве́тственность (сокращ. КСО, также — социальная ответственность бизнеса, корпоративная ответственность) — концепция, в соответствии с которой организации учитывают интересы общества, возлагая на себя ответственность за влияние их деятельности на фирмы и прочие заинтересованные стороны общественной сферы.
Это обязательство выходит за рамки установленного законом обязательства соблюдать законодательство и предполагает, что организации добровольно принимают дополнительные меры для повышения качества жизни работников и их семей, а также местного сообщества и общества в целом.
Практика КСО является предметом многочисленных споров и критики. Защитники утверждают, что имеется прочное экономическое обоснование КСО, и корпорации получают многочисленные преимущества от того, что работают на более широкую и продолжительную перспективу, чем собственная сиюминутная краткосрочная прибыль. Критики спорят, что КСО уводит в сторону от фундаментальной экономической роли бизнеса; одни утверждают, что это не что иное, как приукрашивание действительности; другие говорят, что это попытка подменить роль правительства в качестве контролера мощных мультинациональных корпораций.

## Развитие
Сам по себе термин КСО начал повсеместно использоваться в начале 1970-х годов, хотя сама аббревиатура встречалась редко. Термин «стейкхолдеры» (заинтересованные стороны), то есть лица, на которых оказывает влияние деятельность организации, использовался для описания корпоративных собственников, помимо акционеров, примерно с 1989 г. Начало КСО положено деловой этикой — видом прикладной этики, рассматривающей этические принципы и моральные или этические проблемы, которые могут возникнуть в деловой среде.

## Подходы
Некоторые авторы комментариев выявили различие между подходами к КСО в континентальной Европе и англосаксонских странах.
И даже в самой Европе дискуссии по подходам к КСО очень разнообразны. Некоторые ученые также выделяют скандинавскую модель КСО.
Подход к КСО, который становится все более распространённым, — это проекты развития, учитывающие интересы местного сообщества, такие, как участие фонда Shell (Shell Foundation) в развитии Цветочной долины (Flower Valley) в Южной Африке. Здесь они создали Центр раннего обучения (Early Learning Centre), чтобы помочь образованию детей из местного сообщества, а также обучению взрослых новым навыкам. Компания Marks & Spencer также демонстрирует активность в этом сообществе, создавая в сообществе торговую сеть, что обеспечивает регулярную справедливую торговлю. Часто альтернативный этому подход заключается в создании учебных заведений для взрослых, а также просветительных программ в области ВИЧ/СПИД. Большая часть этих проектов КСО создана в Африке. Более обычный подход к КСО — оказание помощи местным организациям и беднейшим слоям в развивающихся странах.
В России распространённым подходом является понимание социальных инвестиций компании как вклада в системное преобразование социальной жизни городов, где расположены её предприятия и живут поколения работников. Например, «Газпром нефть» вовлекает местные сообщества, НКО, местную власть и работников как в процесс формирования портфеля проектов и программ, так и к их реализации.

## Социальный учёт, аудит и отчётность
Принимать ответственность за своё воздействие на общество означает, прежде всего, что компания должна отчитываться за свои действия, вести их учёт. Таким образом, концепция, которая описывает взаимосвязь социального и экологического воздействий экономической деятельности компании на определённые группы по интересам и на общество в целом, является важным элементом КСО.
Был разработан ряд руководств и стандартов отчётности, которые служат в качестве основных принципов социального учёта, аудита и отчётности:
— стандарт ответственности института AccountAbility (Институт Социальной и Этической отчётности) АА1000, основанный на принципе отчётности с тройным итогом (3BL) Джона Элкингтона;

— учёт связанной с устойчивостью системы отчётности ;

— руководство по отчётности по устойчивому развитию Глобальной инициативы по отчётности;

— руководство по мониторингу Verite;

— Международный стандарт социальной ответственности SA8000;

— Сертификация (стандарт), например, для отелей — Green Key (www.green-key.org);

— Стандарт экологического управления ISO 14000;

— Глобальный договор ООН помогает компаниям отчитываться в формате информации о ходе выполнения. Отчёт о ходе выполнения описывает реализацию компанией десяти универсальных принципов Договора корпоративной ответственности и раскрытии информации о корпоративном управлении.
Газета Financial Times совместно с Лондонской фондовой биржей публикует индекс FTSE4Good, предоставляющий оценку эффективности компаний в области КСО.
В некоторых странах существуют законодательные требования к социальному учёту, аудиту и отчётности (например, Bilan Social во Франции), однако четко измерить социальную и экологическую эффективность сложно. В настоящее время многие компании готовят проверенные внешними аудиторами годовые отчёты, которые охватывают вопросы устойчивого развития и КСО («Отчёты по методу тройного итога»), однако отчёты существенно различаются по формату, стилю и методике оценки (даже в одной отрасли) — они могут быть как внешние, так и для внутреннего пользования, выходить в печатном формате, в онлайн-версии, в виде мультимедийного проекта и т. п.
Примеры отчётов:
— печатная версия социального отчёта компании Cisco;
— онлайн-версия социального отчёта компании Amazon;
— мультимедийная версия социального отчёта компании Kaspersky

## Социальная ответственность бизнеса
Социальная ответственность бизнеса (СОБ) — ответственность субъектов бизнеса за соблюдение норм и правил, неявно определённых или не определённых законодательством (в области этики, экологии, милосердия, человеколюбия, сострадания и т. д.), влияющих на качество жизни отдельных социальных групп и общества в целом.
Ответственность наступает в результате игнорирования или недостаточного внимания субъектов бизнеса к требованиям и запросам общества и проявляется в замедлении воспроизводства трудовых ресурсов на территориях, являющихся ресурсной базой для данного вида бизнеса.
Социальная ответственность бизнеса — это добровольный вклад бизнеса в развитие общества в социальной, экономической и экологической сферах, связанный напрямую с основной деятельностью компании и выходящий за рамки определённого законом минимума.
Данное определение скорее идеальное, и не может быть полностью претворено в действительность хотя бы потому, что просчитать все последствия одного решения просто невозможно. Но социальная ответственность — это не правило, а этический принцип, который должен быть задействован в процессе принятия решения. Долженствование здесь является внутренним, перед самим собой, и основывается на моральных нормах и ценностях, приобретенных в процессе социализации. Существуют организации, которые стимулируют бизнес к социальной ответственности, так, например, проект «Знак социальной ответственности» (ЗСО) сам находит людей, которым предприятия могут помочь, и взамен на их помощь предоставляют право на использование своей торговой марки Social Responsibility Mark, которая демонстрирует клиентам и партнёрам компании принадлежность компании к кругу социально ответственных.

### Потенциальные преимущества для бизнеса
Объём и характер преимуществ КСО для организации может различаться в зависимости от характера предприятия и сложно поддается количественному измерению, хотя имеется обширная литература, убеждающая бизнес принимать не только финансовые меры (например, «Четырнадцать пунктов, Сбалансированная система показателей» Деминга). Орлицкий, Шмидт и Райнс обнаружили взаимосвязь между социальной и экологической эффективностью и финансовой эффективностью. Однако бизнес не может ориентироваться на краткосрочные финансовые результаты деятельности при разработке своей стратегии КСО.
Используемое в организации определение КСО может отличаться от четкого определения «воздействия на заинтересованные стороны», используемого многими защитниками КСО, и зачастую включает благотворительные и добровольные мероприятия. Функция КСО может сформироваться в отделе персонала, развития бизнеса или в отделе по связям с общественностью организации, или может быть передана в отдельное подразделение, подотчётное CEO, или в некоторых случаях — напрямую совету директоров. Некоторые компании могут использовать аналогичные КСО ценности без четко определённой команды или программы.
Технико-экономическое обоснование КСО в рамках компании чаще всего учитывает один или несколько из следующих факторов:

### Персонал
Программа КСО может быть направлена на рекрутинг и сохранение персонала, в частности, на конкурентном рынке выпускников ВУЗов. Потенциальные работники часто спрашивают во время собеседования о политике фирмы в области КСО, и наличие комплексной политики может дать преимущества. Кроме того, КСО может помочь улучшить восприятие компании среди её персонала, в особенности, когда персонал может участвовать через систему выплаты зарплаты, деятельности по привлечению средств или социальной работы в местном сообществе.

### Управление рисками
Управление рисками — центральный момент многих корпоративных стратегий. Репутацию, на создание которой ушли десятилетия, можно разрушить за несколько часов в результате таких происшествий, как связанные с коррупцией скандалы или экологические катастрофы. Эти события также могут привлечь нежелательное внимание судов, правительств и средств массовой информации. Создание собственной культуры «надлежащего поведения» в корпорации может минимизировать эти риски.

### Дифференциация марки товара
На переполненных рынках компании стремятся создать уникальное торговое предложение, которое в умах потребителей отличает их от конкурентов. КСО может сыграть некоторую роль в формировании лояльности потребителя, основанной на отличительных этических ценностях. Несколько крупных брендов, таких, как Co-operative Group, Body Shop и American Apparel, построены на этических ценностях. Оказывающие бизнес-услуги организации также могут получить преимущества от создания репутации честного подхода и оптимальной практики.

### Лицензия на работу
Корпорации стремятся избежать вмешательства в их деятельность через налогообложение и регламентацию (ГОСТы, СНиПы и т. п.). Принимая последовательные добровольные меры, они могут убедить правительства и широкие общественные круги в том, что они серьёзно относятся к таким проблемам, как охрана труда и безопасность, многообразие видов и экология, и таким образом избежать вмешательства. Этот фактор также относится к фирмам, стремящимся оправдать бросающиеся в глаза прибыли и высокий уровень заработной платы членов совета директоров. Компании, работающие за рубежом, могут убедить в том, что их радушно принимают благодаря тому, что они являются добросовестными корпоративными игроками в отношении стандартов труда и воздействия на окружающую среду.

### Критика и проблемы
Критики и сторонники КСО спорят относительно ряда связанных с ней вопросов. Они включают отношение КСО к фундаментальной цели и характеру деятельности и спорные мотивы участия в КСО, в том числе беспокойства относительно неискренности и двуличия.

### КСО и природа бизнеса
Корпорации существуют для производства продуктов и (или) оказания услуг, которые приносят прибыль их акционерам. Милтон Фридман (Milton Friedman) и другие рассматривают этот вопрос глубже, утверждая, что цель корпорации — максимизировать доходы акционеров и поэтому (по их мнению) только люди могут нести социальную ответственность, корпорации отвечают только перед своими акционерами, а не перед обществом в целом. Хотя они признают, что корпорации должны подчиняться законодательству стран, в которых они работают, они утверждают, что корпорации не имеют обязательств перед обществом. Некоторые люди воспринимают КСО как противоречие самому характеру и цели бизнеса, а также как вмешательство в свободную торговлю. Те, кто утверждают, что КСО противоречит капитализму, и выступают в пользу неолиберализма, говорят, что улучшение здоровья, увеличение долголетия и/или уменьшение детской смертности было результатом экономического роста, связанного со свободным предпринимательством.
Критики этого утверждения воспринимают неолиберализм как противоположность благосостоянию общества и вмешательство в свободу человека. Они заявляют, что тип капитализма, практикующийся во многих развивающихся странах, является формой экономического и культурного империализма, отмечая, что эти страны обычно имели меньшую степень охраны труда и, следовательно, их граждане подвержены более высокому риску эксплуатации мультинациональными корпорациями.
Множество лиц и организаций находится между этими полярными мнениями. Например, REALeadership Alliance утверждает, что лидеры в бизнесе (корпоративные или иные) должны изменить мир к лучшему. Многие религиозные и культурные традиции предполагают, что экономика существует для службы человеку, поэтому экономические предприятия имеют обязательства перед обществом (например, призыв «Экономическая справедливость для всех»). Более того, как обсуждалось выше, многие защитники концепции КСО указывают на то, что КСО может значительно улучшить прибыльность корпорации в долгосрочном плане, поскольку она сокращает риски и неэффективность, при этом создавая основу для потенциальных преимуществ, таких, как репутация торговой марки и вовлеченность работника.

### КСО и спорные мотивы
Некоторые критики полагают, что программы КСО реализуются такими компаниями, как British American Tobacco (BAT), нефтяной гигант BP (хорошо известный своими заметными рекламными кампаниями в области экологических аспектов своей деятельности) и McDonald’s, для отвлечения внимания общественности от этических вопросов, связанных с их основной деятельностью. Они утверждают, что некоторые корпорации начинают программы КСО ради коммерческих преимуществ, которые они получат благодаря повышению своей репутации в глазах общественности или правительства. Они полагают, что корпорации, которые существуют исключительно ради максимизации прибыли, не могут действовать в интересах общества в целом.
Другая проблема заключается в том, что компании, заявляющие о том, что они придерживаются концепции КСО и устойчивого развития одновременно участвуют во вредоносной деловой практике. Например, с 1970-х гг. ассоциация McDonald’s Corporation с Ronald McDonald House рассматривалась как КСО и развитие отношений. Недавно, когда концепция КСО стала популярнее, компания активизировала свои программы КСО, связанные с персоналом, экологией и другими вопросами. Тем не менее, в отношении ресторанов McDonald’s по сравнению с Morris & Steel судьи Пилл (Pill), Мэй (May) и Кин (Keane) заявляют, что справедливо можно утверждать, что работники McDonald’s по всему миру «имеют более низкую оплату и условия труда», а также, что «если человек часто питается в McDonald’s, его рацион имеет большое содержание жиров и других веществ, что существенно повышает риск сердечных заболеваний».
Аналогичным образом, компания Royal Dutch Shell проводит широко освещаемую политику КСО и первой начала использовать систему отчётности с тройным итогом, однако это не помешало скандалу в 2004 г. в отношении ложного сообщения о запасах нефти — событие, которое нанесло серьёзный ущерб её репутации и привело к обвинениям в лицемерии. С тех пор фонд Shell Foundation начал участвовать во многих проектах по всему миру, включая партнёрство с Marks and Spencer (Великобритания) в оказании помощи сообществам, выращивающим цветочные деревья и фрукты по всей Африке.
Критики, обеспокоенные лицемерием и неискренностью корпораций, в целом считают, что для обеспечения социально ответственного поведения компаний обязательное государственное и международное регулирование лучше, чем добровольные меры.

## Стимулирование корпоративной социальной ответственности
Корпорации принимают решение об использовании практики КСО под влиянием следующих стимулов.

### Этическое потребительство
Рост популярности этичного потребления за последние два десятилетия может быть связан с расширением практики КСО. По мере роста численности населения мира растет давление на ограниченные природные ресурсы, необходимые для удовлетворения растущего потребительского спроса (Grace and Cohen 2005, 147). Во многих развивающихся странах расширяется индустриализация в результате развития технологий и глобализации. Потребители больше узнают об экологической и социальной составляющей своих повседневных потребительских решений и начинают принимать решения о покупке, связанные со своими экологическими и этическими предпочтениями. Однако эта практика далеко не последовательна и не универсальна.

### Глобализация и рыночные силы
Корпорации добиваются роста путём глобализации, они столкнулись с новыми проблемами, ограничивающими их рост и потенциальные прибыли. Государственное регулирование, тарифы, экологические ограничения и меняющиеся стандарты того, что представляет собой эксплуатация труда, представляют собой проблемы, которые могут стоить организациям миллионы долларов. Некоторые рассматривают этические вопросы просто как дорогостоящую помеху. Некоторые компании используют методику КСО в качестве стратегической тактики для получения общественной поддержки своего присутствия на глобальных рынках, помогающей им сохранять конкурентные преимущества, используя их социальные вклады для распространения рекламы на подсознательном уровне (Fry, Keim, Mieners 1986, 105). Глобальная конкуренция оказывает особое давление на мультинациональные корпорации, заставляя их проверять не только свою практику в области трудовых отношений, но и практику по всей цепочке поставки с точки зрения КСО. Современная глобализация все более серьёзным образом сталкивается с неравномерностью развития мировой экономики, что несёт дополнительные риски для национальных экономик.

### Осведомленность общества и образование
Меняется роль заинтересованных сторон корпораций в совместной работе для оказания давления на корпорации. Сами акционеры и инвесторы при помощи инвестирования социальной ответственности оказывают давление на корпорации, призывая их к ответственному поведению. Неправительственные организации также играют все большую роль, используя возможности средств массовой информации и интернета для повышения своего контроля и коллективного активизма в области корпоративного поведения. При помощи образования и диалога растет роль сообщества в обеспечении ответственности бизнеса за свою деятельность (Roux 2007).

### Подготовка в области этики
Рост подготовки в области этики в корпорациях, зачастую в соответствии с государственными требованиями, является ещё одним мотивом, связанным с изменением поведения и культуры корпораций. Целью такой подготовки является помощь работникам в принятии этических решений, если ответы на вопросы не ясны. Сталберг считает, что человеку свойственна способность жульничать и манипулировать (Trivers 1971, 1985), с этим связана необходимость изучения нормативных ценностей и правил поведения человека (Tullberg 1996). Самое прямое преимущество — сокращение вероятности «грязных рук» (Grace and Cohen 2005), штрафов и ущерба репутации в связи с нарушением законов и моральных норм. Организации также видят вторичные преимущества в повышении лояльности работников и гордости за организацию. Компании Caterpillar и Best Buy являются примерами организаций, которые приняли такие меры (Thilmany 2007).

### Законодательство и регулирование
Ещё одним мотивом КСО является роль независимых посредников, в частности, правительства, в обеспечении предотвращения нанесения корпорациями ущерба всеобщему социальному благу, включая людей и экологию. Критики КСО, такие, как Роберт Рейх, утверждают, что правительства должны определить систему социальной ответственности при помощи законодательства и регулирования, что позволит бизнесу вести себя ответственно.
Связанные с государственным регулированием вопросы поднимают несколько проблем. Регулирование само по себе не способно всесторонне охватить каждый аспект деятельности корпорации. Это приводит к обременительным юридическим процессам, связанным с толкованием и спорными серыми зонами (Sacconi 2004). General Electric является примером корпорации, которая не смогла очистить реку Гудзон после выброса органических загрязняющих веществ. Компания продолжает настаивать в судебном процессе на распределении ответственности, тогда как очистка стоит на месте (Sullivan & Schiafo 2005). Второй вопрос — это финансовое бремя, которое регулирование может наложить на национальную экономику. Эту точку зрения разделяет Балке ли (Bulkeley), который в качестве примера приводит действия федерального правительства Австралии для избежание соблюдения Киотского протокола в 1997 г. в связи с беспокойством относительно экономических убытков и национальных интересов. Правительство Австралии утверждало, что подписание Киотского пакта принесёт Австралии больше экономического ущерба, чем любому другому государству ОЭСР (Bulkeley 2001, с. 436). Критики КСО также указывают на то, что организации платят государству налоги для того, чтобы обеспечить отсутствие негативного воздействия от их деятельности на общество и экологию.
Примером включения бизнеса в социальную ответственность под влиянием законодательства является такой процесс, как квотирование рабочих мест. Квотирование рабочих мест — это выделение в компаниях минимального количества рабочих мест для приема на работу граждан, нуждающихся в социальной защите и испытывающих трудности в поиске работы: инвалидов и молодежи квотируемых категорий. В РФ квотирование регулируется такими законами как Закон Российской Федерации от 24.11.1995 № 181-ФЗ «О социальной защите инвалидов в Российской Федерации», Закон Российской Федерации от 19.04.1991 № 1032-1 «О занятости населения в Российской Федерации», Закон города Москвы «О квотировании рабочих мест» от 22.12.2004 г. № 90 (в ред. от 08.04.2009 г.).
Согласно закону «О занятости населения в Российской Федерации» работодатели обязаны каждый месяц сообщать службе занятости о наличии свободных рабочих мест для инвалидов в соответствии с установленной квотой.
В России установлена административная ответственность за нарушение закона о квотировании рабочих мест, которое влечет наложение административного штрафа на должностных лиц в размере от пяти тысяч до десяти тысяч рублей (ст. 5.42 Кодекса Российской Федерации об административных правонарушениях).
Квотирование рабочих мест в городе Москве регулируется Законом города Москвы от 22.12.2004 г. № 90 «О квотировании рабочих мест», а также Постановлением Правительства Москвы от 04.08.2009 N 742-ПП «Об утверждении Положения о квотировании рабочих мест в городе Москве».
В Москве для работодателей со среднесписочной численностью работников более 100 человек, установлена квота в размере 4 % от среднесписочной численности работников: 2 % — для трудоустройства инвалидов и 2 % — для трудоустройства молодежи.
Работодатель самостоятельно рассчитывает размер квоты исходя из среднесписочной численности работников, занятых в Москве.
В Москве работодатели обязаны ежемесячно представлять информацию о наличии свободных рабочих мест и вакантных должностей Центру занятости населения. Это касается любых вакансий, не только квотируемых, а обязанность распространяется в том числе и на работодателей-ИП. Центр занятости в соответствии с запросом работодателя подбирает подходящих соискателей, организуются специализируемые ярмарки вакансий, открытые отборы, ассесменты.